# Chaunoproctus longisetosus
Chaunoproctus longisetosus är en kvalsterart som beskrevs av Dhali och Bhaduri 1981. Chaunoproctus longisetosus ingår i släktet Chaunoproctus och familjen Caloppiidae. Inga underarter finns listade i Catalogue of Life.